# Prémio Cidade de Lisboa
O Prémio Cidade de Lisboa foi um prémio literário instituído pela Associação Portuguesa de Escritores e patrocinado pela Câmara Municipal de Lisboa.
O prémio foi entregue a uma obra de ficção, de 1977 a 1982.

## Vencedores
- 1977 – Maria Velho da Costa com Casas pardas
- 1978 – Carlos de Oliveira com Finisterra: paisagem e povoamento
- 1979 – Augusto Abelaira com Sem tecto, entre ruínas
- 1980 – José Saramago com Levantado do chão
- 1982 – Mário de Carvalho com O Livro Grande de Tebas, Navio e Mariana